# The Art of War (Album)
The Art of War (englisch für Die Kunst des Krieges) ist das vierte Studioalbum der schwedischen Heavy-Metal-Band Sabaton.
Die Texte des Albums befassen sich mit berühmten Schlachten oder Kriegen; meistens handeln sie von Schlachten vom ersten und Zweiten Weltkrieg oder von dem von Sunzi verfassten Buch Die Kunst des Krieges, nach welchem das Album benannt wurde.

## Allgemeines
The Art of War ist das erste Album, das von den Tägtgren-Brüdern gemeinsam produziert wurde. Peter Tägtgren erledigte die Abmischung und kam während des Produktionsprozesses hinzu. Er verdoppelte die Anzahl der Kanäle fürs Schlagzeug auf 26.
Nach Joakim Brodén korrespondieren die 13 Titel des Albums mit je einem Kapitel in Die Kunst des Krieges.
Das Album wurde in drei verschiedenen Versionen veröffentlicht: in einer Standardedition, welche nur die CD enthält, einer Vinyl und einer limitierten Version, welche zusätzlich eine Ausgabe des Buches Die Kunst des Krieges von Sunzi in englischer Sprache enthält.
Im Jahr 2010 wurde das Album in Re-Armed-Version mit 4 zusätzlichen Liedern neu veröffentlicht.
Das Cover wurde von Jobert Mello entworfen. Der Song Cliffs of Gallipoli wurde als Single zusammen mit dem Song Ghost Division veröffentlicht.

## Titelliste
1. Sun Tzu Says – 0:23
2. Ghost Division – 3:51
3. The Art of War – 5:08
4. 40:1 – 4:10
5. Unbreakable – 5:58
6. The Nature of Warfare – 1:18
7. Cliffs of Gallipoli – 5:51
8. Talvisota – 3:32
9. Panzerkampf – 5:15
10. Union (Slopes of St. Benedict) – 4:05
11. The Price of a Mile – 5:55
12. Firestorm – 3:25
13. A Secret – 0:37

zusätzliche Lieder der „Re-Armed“-Version:
1. Swedish Pagans – 4:13
2. Glorious Land – 3:19
3. The Art of War (Pre-Production Demo) – 4:48
4. Swedish National Anthem (Live At Sweden Rock Festival) – 2:34

## Details zu den einzelnen Stücken
In den Liedern Sun Tzu Says, The Art of War, Unbreakable, The Nature of Warfare, Cliffs of Gallipoli, Union (Slopes of St. Benedict), The Price of a Mile, Firestorm und A Secret kann man gesprochene Zitate aus Die Kunst des Krieges hören. Diese wurden der LibriVox-Audiobuch-Version entnommen, welche der Lionel-Giles-Übersetzung folgt.
- Sun Tzu Says: Kurze gesprochene Einführung in das Album
- Ghost Division: Die 7. Panzerdisivion der Wehrmacht unter Erwin Rommel
- The Art of War: Kapitel „Das Schwert in der Scheide“ aus Die Kunst des Krieges
- 40:1: Die polnischen Verteidiger in der Schlacht bei Wizna. 40:1 wurde in Polen zu einem Hit. Sabaton wurde gebeten, das Lied am polnischen Unabhängigkeitstag in Danzig 2008 zu spielen. 40:1 wird auch vom polnischen Mixed-Martial-Arts-Künstler Damian Grabowski als Eintrittshymne genutzt.
- Unbreakable: Kapitel „Energie“ aus Die Kunst des Krieges
- The Nature of Warfare: Kapitel „Schwache und starke Punkte“ aus Die Kunst des Krieges (gesprochen)
- Cliffs of Gallipoli: Dies ist ein Lied über die Schlacht von Gallipoli. Brodén hatte bereits 2005 angefangen, an dem Stück zu arbeiten.[2]
- Talvisota: Der finnische Winterkrieg
- Panzerkampf: Das Unternehmen Zitadelle, insbesondere die Panzerschlacht bei Prochorowka
- Union (Slopes of St. Benedict): Die Befreiung Italiens und die Schlacht um Monte Cassino
- The Price of a Mile: Die Dritte Flandernschlacht und das sinnlose Töten im Ersten Weltkrieg im Allgemeinen
- Firestorm: Bombenabwürfe im Zweiten Weltkrieg
- A Secret: Humoristischer Abschluss, der sich mit Musikpiraterie befasst

Zusätzliche Lieder der Re-Armed-Version:
- Swedish Pagans: Die Wikinger
- Glorious Land: Soldaten, die ihr Heimatland verteidigen
- The Art of War (Pre-Production Demo): Demoaufnahme zum Lied The Art of War mit leicht anderem Text, jedoch mit gleicher Thematik
- Swedish National Anthem (Live At Sweden Rock Festival): Schwedische Nationalhymne (Du gamla, du fria)

## Kritiken
Auf metal.de wurde das Album mit neun von zehn möglichen Punkten bewertet: „Von der kompositorischen Seite übertreffen sich SABATON diesmal selbst. Wer mit den Genres nichts anfangen kann, wird zweifelsohne auch diesmal die Nase rümpfen. Aber man kann es ja ohnehin nie allen Recht machen. Für jeden, der auch nur entfernt etwas für Power- und True Metal übrig hat, ist ‚The Art Of War‘ dagegen als Pflichtanschaffung zu sehen.“
Floran Schörg bewertete das Album in der „Re-Armed-Version“ erneut: „Welch unglaublich hohes Level SABATON über die volle Album-Distanz halten, ist schlichtweg atemberaubend. Ob ‚Panzerkampf‘, ‚Union – Slopes Of St. Benedict‘ oder ‚The Price Of A Mile‘ – ‚The Art Of War‘ fesselt bis zum Schluss. Da wirken die Bonus-Tracks der ‚Re-Armed‘-Edition fast ein wenig störend, brechen sie doch mit dem an sich extrem runden Album-Konzept. Von diesen erreicht aber zumindest ‚Swedish Pagans‘ noch das Niveau der ursprünglichen Albumtitel, während ‚Glorius Land‘ nur ganz nett ist und die Demo-Fassung von ‚The Art Of War‘, sowie die Live-Version der schwedischen Nationalhymne im Grunde vollkommen überflüssig erscheinen.“
In einer Rezension der Encyclopaedia Metallum wurde das Album, bei einer Durchschnittsbewertung von 78 %, mit 82 von 100 Punkten bewertet: „The Art of War is a fine album, musically. Who wouldn't enjoy a bit of catchy, well-executed and sing-along-y power metal every now and then? Especially with such a simultaneously merry and epic atmosphere? The goofy lyrics are perhaps a forgivable misstep, but they are unfortunately hardcoded into Sabaton's template. And they are going to become a burden for the Beast from Falun. Mark old Napero's words here young ones. Napero has seen too much to trust a smiling band of Swedes in such serious matters as the public image of war itself. Sweden has not seen war in two centuries, so maybe they just don't remember any more.“